# Steve Giatzoglou
Stylianos "Steve" Giatzoglou, (Estados Unidos, 11 de diciembre de 1949) es un exjugador de baloncesto con doble nacionalidad estadounidense y griego. 

## Trayectoria
Giatzoglou jugó en la Connecticut College bajo el nombre de Steve Young. Como profesional jugó en el club griego Olympiakos, ganando 2 Campeonatos griegos y 4 Copas  griegas.
Giatzoglou jugó con la Selección de baloncesto de Grecia 115 partidos, anotando un total de 1,468 puntos, para un promedio de 12.8 puntos por partido. Él hizo su estreno con el equipo griego nacional el 6 de mayo de 1973. Jugó 3 Eurobasket, el Eurobasket 1973, el del año 1975, y el del 1979.
Como un entrenador de baloncesto profesional, Giatzoglou ha entrenado con varios clubs, incluyendo: Olympiakos, Aris Salónica BC, Pagrati, Egaleo AO, Iraklis Salónica BC, y AEK Atenas BC. También entrenó en Corea del Sur.